# Bricquebec
Bricquebec, là một xã thuộc tỉnh Manche trong vùng Normandie tây bắc nước Pháp. Xã này có diện tích 32,66 km2, dân số năm 1999 là 4442 người.

## Công trình nổi bật

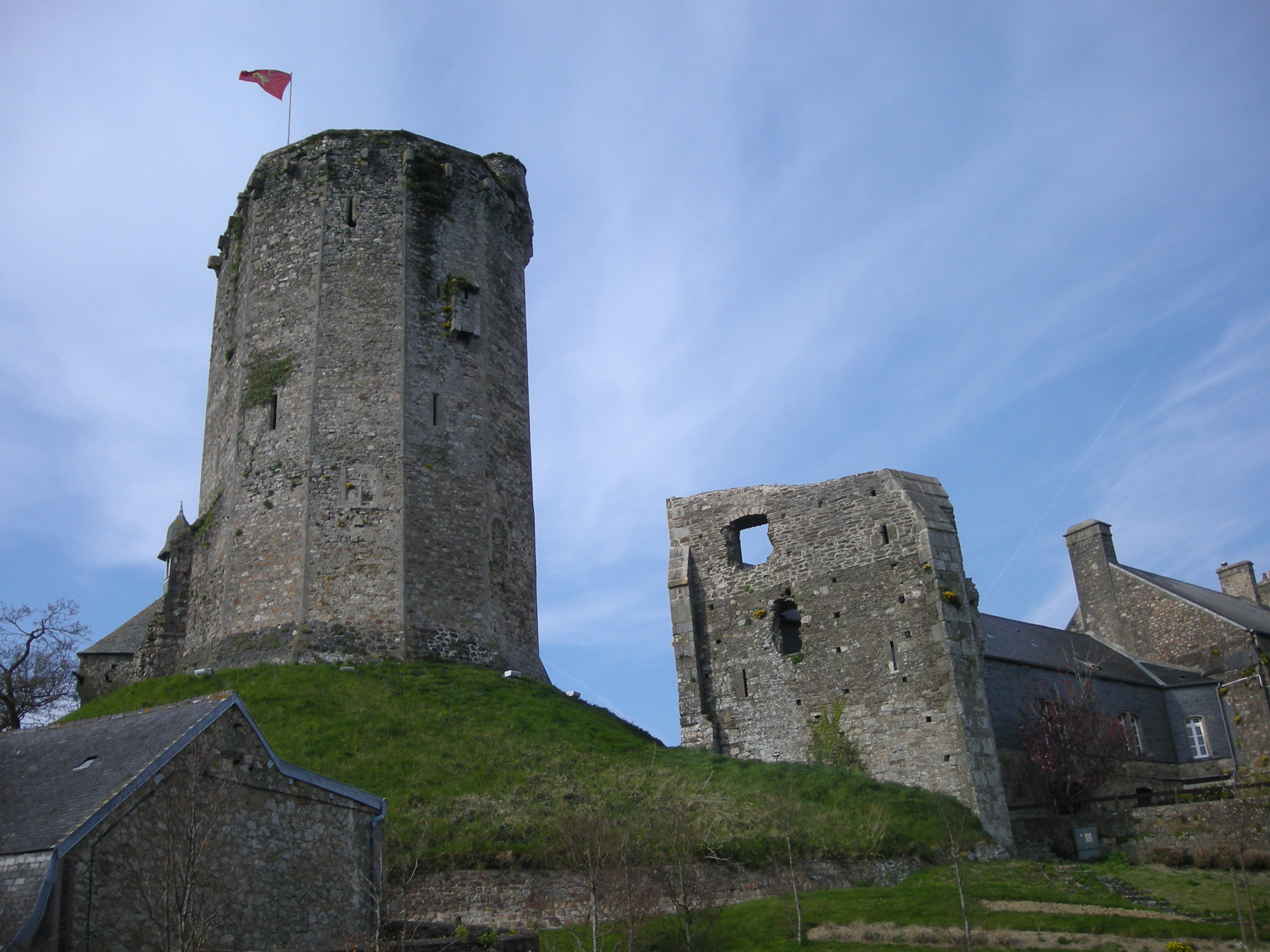
Lâu đài Bricquebec

- Lâu đài thế kỷ XII.
- Lâu đài Galleries thế kỷ XVI
- Lâu đài Saint-Blaise (XVIIe/XIXe)

## Nhân vật nổi bật
- Jean Le Marois (1776-1836), tướng thuộc Napoléon.
- Armand Le Véel (1821-1905), nhà điêu khắc
- Aristide Frémine (1837-1897), nhà văn
- Roger Lemerre, cầu thủ bóng đá.